# Cream tea
El cream tea, Devonshire tea o Cornish cream tea es té con leche tomado en combinación con scones, untados con clotted cream y mermelada.

## Historia
El nombre de "Devonshire tea" proviene del condado de Devon en el suroeste de Inglaterra, lugar donde es una especialidad local. El origen exacto del cream tea es hoy en día una disputa, y existen fuentes que sitúan su origen en la abadía de Tavistock alrededor de 997.
La tradición del cream tea se ha extendido a prácticamente todo el Reino Unido y los países de la Commonwealth. En Estados Unidos la idea que se tiene del cream tea es a veces sinónimo de clase alta.

## Variaciones
En Cornualles era tradicional servir el cream tea con el Cornish split, un tipo de pan dulce, en lugar de los scones, más frecuentes hoy en día.
Otra variación del 'cream tea' se denomina Thunder and Lightning ('trueno y rayo') que consiste en un panecillo untado con clotted cream y caramelo líquido (golden syrup) o miel.